# Seznam videoher Harry Potter
Toto je seznam počítačových her a videoher, které jsou založené na knihách J. K. Rowlingové o Harrym Potterovi.

## Hry
- Harry Potter a Kámen mudrců (počítačová hra)
- Harry Potter a Tajemná komnata (počítačová hra)
- Harry Potter a Vězeň z Azkabanu (počítačová hra)
- Harry Potter a Ohnivý pohár (počítačová hra)
- Harry Potter a Fénixův řád (počítačová hra)
- Harry Potter a Princ dvojí krve (počítačová hra)
- Harry Potter a Relikvie smrti: část 1 (počítačová hra)
- Harry Potter a Relikvie smrti: část 2 (počítačová hra)
- Hogwarts Legacy
- Harry Potter: Quidditch Champions

## LEGO hry
- LEGO Harry Potter: Years 1 - 4
- LEGO Harry Potter: Years 5 - 7

## Ostatní
- Harry Potter for Kinect
- Harry Potter: Hogwarts Mystery
- Harry Potter: Wizards Unite
- Harry Potter: Puzzles & Spells
- Harry Potter: Magic Awakened
- Harry Potter: Magic Caster Wand